# Etnografía de Guinea Ecuatorial

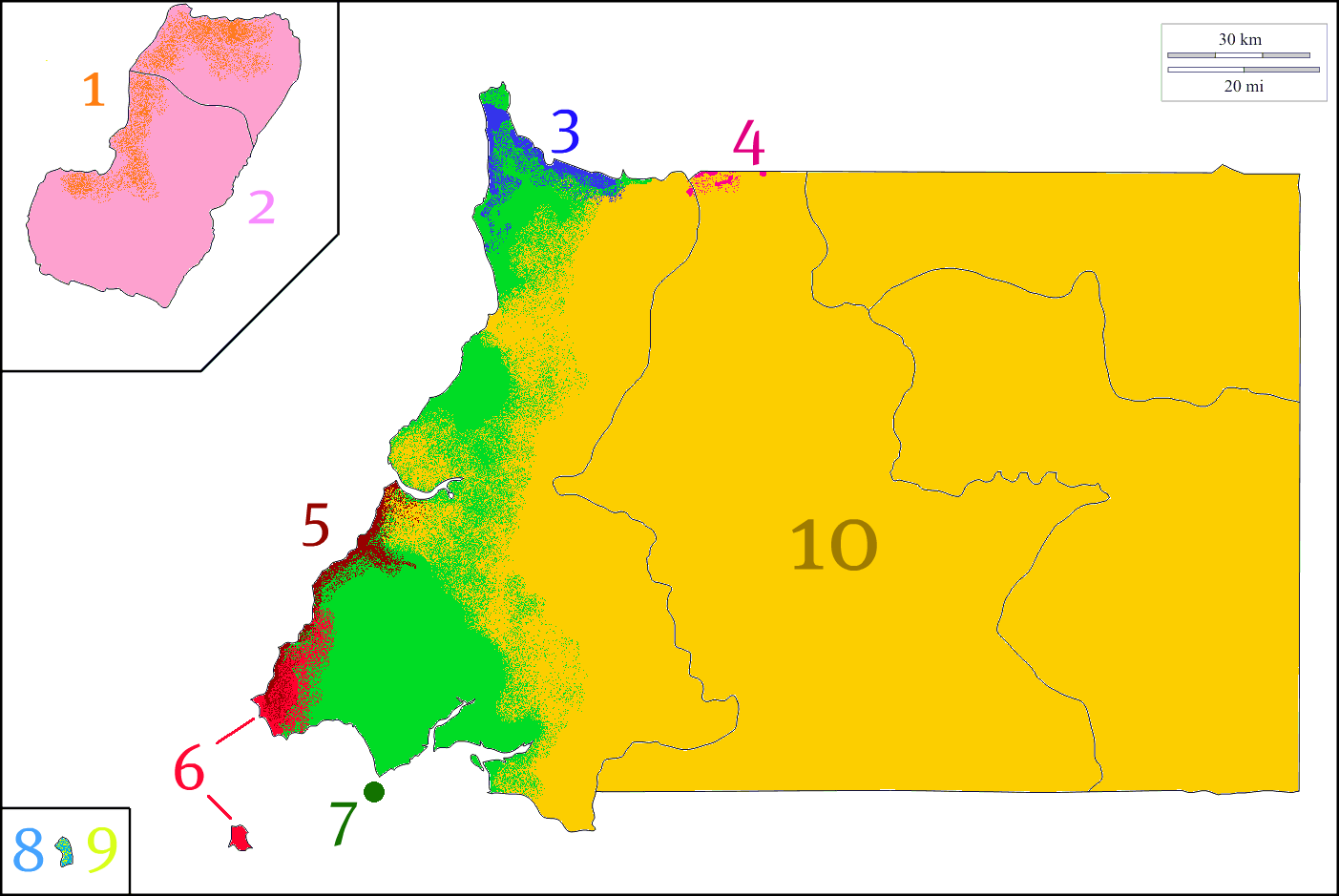
Etnias de Guinea Ecuatorial:
1. Fernandinos
2. Bubis
3. Igbos
4. Bakas
5. Balengues o Bisios
6. Ndowés o Bengas
7. Gabonenses
8. Criollos annobonenses
9. Fá d'Ambô o Criollos Portugueses
10. Fangs
11. Etnias minoritarias

La mayoría de la población de Guinea Ecuatorial es de raza negra, más propiamente de origen bantú. La etnia mayoritaria son los Fang, un grupo originario de la zona continental del país, aunque la migración hacia la isla Bioko ha producido su predominio sobre el resto de los habitantes. De hecho, los Fang constituyen un 80 % de la población, divididos en 77 clanes. Otro grupo étnico, los Bubi, originarios de la isla Bioko, también de origen bantú pero instalados en la insularidad desde hace al menos 1500 años, constituyen un 15 % de la población.
Otros grupos étnicos son los fernandinos (descendientes de fugados y rescatados de los buques esclavistas a finales del siglo XVIII y procedentes de la costa occidental africana, que viven mayoritariamente en Bioko); los annoboneses, descendientes de esclavos de Angola importados a la Isla de Annobón, y las etnias bisio y ndowe en la región continental, junto a otras pequeñas minorías de inmigrantes nigerianos y cameruneses.
Existe también una minoría de blancos europeos de ascendencia española y mestizos. Por otra parte también viven en Guinea Ecuatorial pequeños grupos de pigmeos Baká, en la actualidad muy aculturados y en riesgo de desaparición total.

## Diáspora de Guinea Ecuatorial
De acuerdo con la historia de América, principalmente en los países hispanohablantes, algunos de los habitantes de la Guinea Ecuatorial fueron llevados como esclavos en la época colonial al Nuevo Mundo, aunque hoy en día, también debido principalmente al exilio político, un grupo numeroso radica en Europa, principalmente en España. Gabón, Nigeria y Ghana también cuentan con emigrados que inicialmente fueron estudiantes.

## Inmigración a Guinea
El 13 de septiembre de 1845  se hace pública la Real Orden por la cual la Reina Isabel II autoriza el traslado a la región de Guinea Ecuatorial a todos los negros y mulatos libres de Cuba que voluntariamente lo deseen.
El 20 de junio de 1861, se publica la Real Orden por la que se convierte la isla de Bioko en presidio español, que será ocupado principalmente por presos políticos del gobierno español. En octubre del mismo año se dicta la Real Orden por la que, al no ofrecerse voluntariamente negros emancipados de Cuba para inmigrar a Guinea Ecuatorial, se dispone el embarque forzoso de un grupo de 260 personas negras cubanas, a las que se unirán posteriormente numerosos perseguidos políticos, que usarán Guinea Ecuatorial como "exilio".
Además de la población española, desde el primer tercio del siglo XX viven en Guinea Ecuatorial, principalmente en la isla de Bioko (entonces llamada Fernando Poo) minorías destacadas de liberianos y algunos libaneses. Con el tiempo, será creciente el número de nigerianos, trabajadores agrícolas, hasta su salida masiva del país con el inicio de la dictadura de Macías. La mayoría de los españoles que residían en época colonial huyeron precipitadamente del país, impelidos por las condiciones del nuevo gobierno independiente. En la actualidad viven en Guinea Ecuatorial minorías africanas de muy diversa procedencia y otras asiáticas como los chinos y los libaneses. En general se ha considerado Guinea Ecuatorial como un país poco receptivo a la inmigración del resto del continente africano, en parte por su singularidad lingüística (junto al Sáhara Occidental –territorio ocupado por Marruecos– es el único país africano que tiene al español como lengua oficial) y también por las rígidas condiciones migratorias impuestas por la dictadura.